# Mk VII Tetrarch

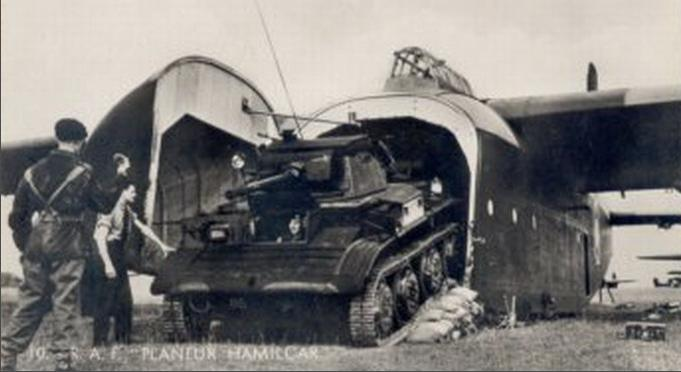
Een Tetrach verlaat een Hamilcar zweefvliegtuig

De Mk VII Tetrarch, ook wel gewoon Tetrarch was een Britse lichte tank uit de Tweede Wereldoorlog die in geringe aantallen gebouwd is (minder dan tweehonderd) en die slechts hoogst sporadisch in gevechten ingezet is. Hij werd gebouwd door Vickers-Armstrongs.
Het prototype kwam gereed in 1938, onder de naam Purdah. De tank, die in 1940 in productie ging, kende weinig succes, aangezien hij geen opvallende kenmerken had die hem onderscheidden van andere lichte tanks. Het pantser en de bewapening waren ondermaats en daardoor bewees hij geen goede diensten gedurende de eerste jaren van de oorlog. De Britten trok de serie dan ook snel terug. Een andere reden daarvoor ook was het dat het type geen specifiek doel had. De Britten schonken een klein aantal aan de Sovjet-Unie, die ze vooral inzetten voor propaganda-fotos, en beperkt voor trainingsdoelen en in gevechten.
Halverwege de oorlog kreeg de Tetrarch echter een nieuw doel. Hij werd aangewezen als tank ter ondersteuning van luchtlandingstroepen. Het Hamilcar zweefvliegtuig werd zelfs speciaal ontworpen om hem te vervoeren. Bij de invasie in Normandie werd de tank dan ook zodanig ingezet samen met de Britse luchtlandingstroepen. Daar bleek ze niet opgewassen tegen Duitse gevechtsvoertuigen. Voor gevechtsdoelen werd ze al snel vervangen door Cromwell tanks en voor luchtlandingsdoelen door de Amerikaanse M22 Locust (die ook niet succesvol was).
De belangrijkste bijdrage aan de oorlog leverde de Tetrach mogelijk als eerste testplatform voor de Duplex Drive, waarmee tanks konden drijven. Deze werd later gebruikt door de Sherman DD bij de invasie in Normandie.